# Opéra-ballet
L'opéra-ballet è un genere di spettacolo teatrale che ha avuto origine e diffusione in Francia tra la fine del XVII e l'inizio del XVIII secolo. Generi simili preesistenti da cui questa forma ha avuto emanazione sono stati la tragédie-ballet, la comédie ballet e la tragédie en musique.
Era caratterizzato dall'alternarsi di parti cantate e numeri danzati, vista l'imperante moda dell'epoca. L'argomento espresso nel titolo dell'opera forniva un filo conduttore comune, spesso estremamente tenue, ai vari atti, denominati entrées, i cui soggetti erano quindi diversi fra loro, così come i personaggi.
I più importanti autori di cui abbiamo testimonianza sono: Pascal Colasse con Les Saisons (1695), André Campra con L'Europe galante (1697) e Les Festes vénitiennes (1710), Henri Desmarets con Les fêtes galantes (1698), Jean-Philippe Rameau con Les Indes galantes (1735) e Les Surprises de l'Amour (1748). Anche Jean-Jacques Rousseau compose un'opéra-ballet, intitolata Le Muse galanti, di cui oggi ci rimane solo il primo atto.